# Las Terrenas
Las Terrenas – miasto i gmina na Dominikanie, położone w północnej części prowincji Samaná nad Atlantykiem.

## Opis
Obecnie miasto jest popularnym ośrodkiem turystycznym, zajmuje powierzchnię 104,35 km², 1 grudnia 2010 liczyło 18 829 mieszkańców . W mieście znajduje się port lotniczy El Portillo.

## Baza hotelowa

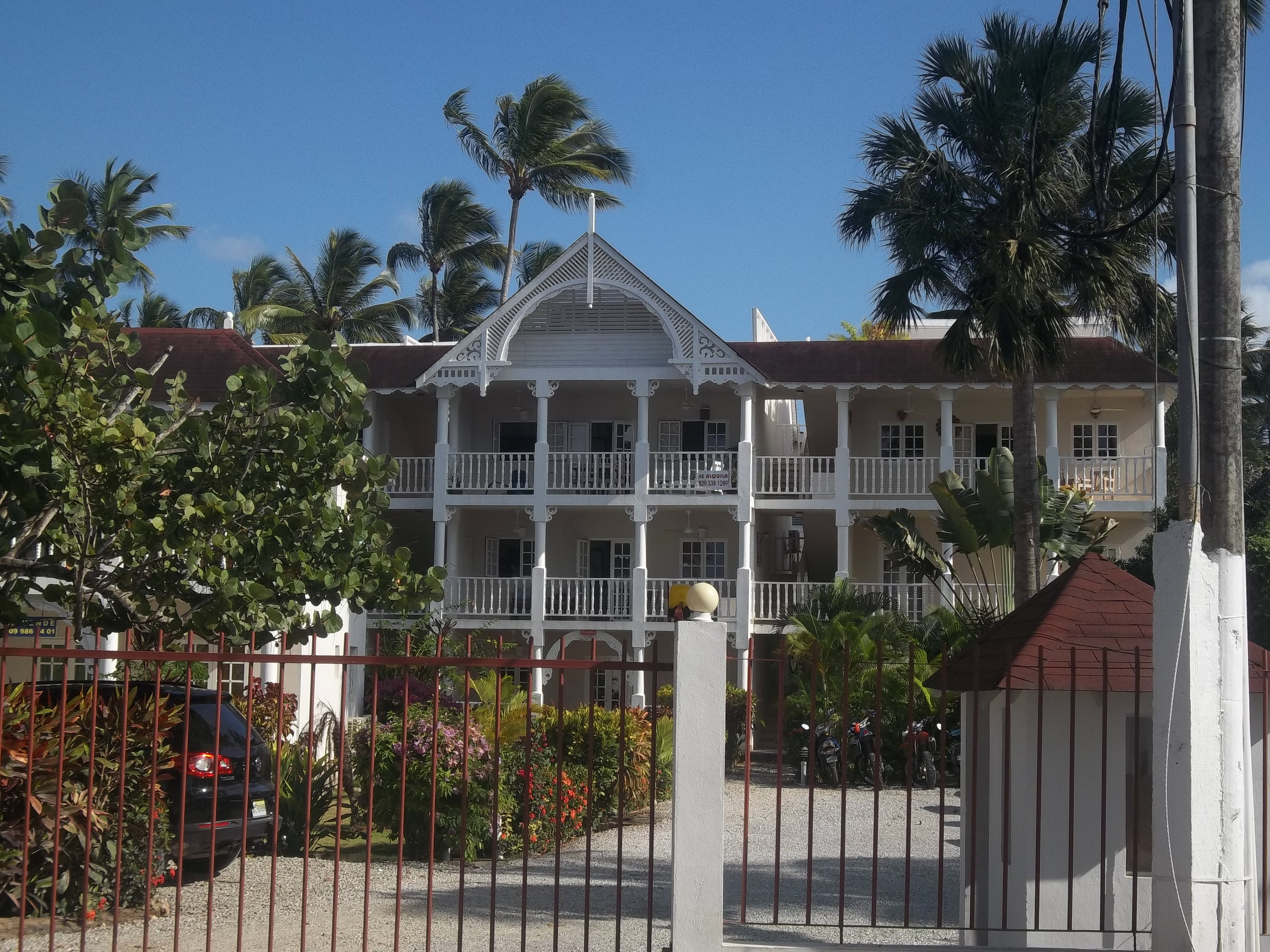
Hotel w Las Terrenas

- Albachiara Beachfront Hotel[1]
- Hotel Atlantis[2]
- Hotel Acaya[3]
- Hotel Alisei[4]
- Iguana Hotel[5]
- Hotel Punta Bonita[6]
- Coson Bay Hotel & Residence[7]
- Hotel Casino Niza[8]
- Oasis Hotel[9]
- Hotel Palococo[10]
- Hotel Residencial Marilar[11]
- Sublime Samana Hotel & Residences[12]